# 熊河市 (犹他州)
熊河市（英文：Bear River City），是美国犹他州博克斯埃尔德县下属的一座城市。建市于 1866年，面积大约为1.54平方英里（4平方公里），海拔约为4,258英尺（1,298米）。根据2010年美国 人口普查，该市有人口853人。